# Teddy Jenks
Teddy Christopher Graham Jenks (Brighton, 12 marzo 2002) è un calciatore inglese, centrocampista dei Forest Green.

## Biografia
Suo fratello minore Eliot ha a sua volta giocato per un breve periodo da professionista.

## Carriera

### Club
Dopo aver giocato nelle giovanili del Brighton fa il suo esordio in prima squadra (ed in generale tra i professionisti) all'età di 17 anni il 25 settembre 2019, scendendo in campo da titolare nella partita di Coppa di Lega persa per 3-1 in casa contro l'Aston Villa. Continua poi a giocare fino al termine della stagione 2020-2021 nelle giovanili dei Seagulls, con i quali riesce però a giocare una seconda partita in prima squadra il 23 settembre 2020, quando subentra dalla panchina nella vittoria esterna per 2-0 contro il Preston N.E., sempre in Coppa di Lega.
Il 14 giugno 2021 viene ceduto in prestito per una stagione all'Aberdeen, club della prima divisione scozzese, con cui fa il suo esordio il successivo 22 luglio subentrando a Christian Ramirez nei minuti finali della partita dei turni preliminari di Conference League vinta per 5-1 in casa contro gli svedesi dell'Häcken, che costituisce anche il suo esordio assoluto nelle competizioni UEFA per club. Nel prosieguo della stagione gioca poi altre 3 partite nei turni preliminari della medesima coppa, alle quali aggiunge anche 18 presenze con 2 reti nella prima divisione scozzese, una presenza in Coppa di Scozia ed una presenza in Coppa di Lega. Tornato al Brighton, per la stagione 2022-2023 viene ceduto in prestito nella quarta divisione inglese al Crawley Town, con cui è autore di una rete in 17 partite di campionato giocate.
Nell'estate del 2023 si svincola dal Brighton, ed il 23 giugno firma un contratto con i Forest Green, sempre nella quarta divisione inglese; nel gennaio del 2024, dopo 16 presenze senza reti, viene ceduto in prestito per il resto della stagione 2023-2024 al Ross County, con cui gioca 6 partite nella prima divisione scozzese. Terminato il prestito torna ai Forest Green Rovers, con cui nella stagione 2024-2025 gioca nella quinta divisione inglese.

### Nazionale
Ha giocato nelle nazionali giovanili inglesi Under-15, Under-16 ed Under-17. Con quest'ultima nazionale nel 2019 ha anche partecipato agli Europei di categoria, nei quali ha anche realizzato una rete nella fase a gironi contro i pari età della Svezia.